# Station Czarna Białostocka Miasto
Station Czarna Białostocka Miasto is  een station in de Poolse plaats Czarna Białostocka aan  de smalspoorbaan van Czarna Białostocka O.K.L. naar Waliły. De lijn is een restant van een smalspoornet dat diende voor het transport van hout uit de bossen bij Czarna Białostocka. De lijn is gesloten in 1993. In 2005 is het 8 km lange traject van Czarna Białostocka naar Czeremchowa Tryba heropend als museumspoorlijn. Er is nog geen sprake van een geregeld toeristisch vervoer.